# Кишечно-печёночная циркуляция жёлчных кислот
Кише́чно-печёночная циркуля́ция жёлчных кисло́т (синонимы: портально-билиарная циркуляция жёлчных кислот, энтерогепатическая циркуляция) — циклическое обращение жёлчных кислот в пищеварительном тракте, при котором они синтезируются печенью, выводятся в составе жёлчи в двенадцатиперстную кишку, реабсорбируются в кишечнике, транспортируются кровотоком к печени и повторно используются при секреции жёлчи.

## Синтез жёлчных кислот
Первичные жёлчные кислоты (холевая и хенодезоксихолевая) синтезируются в гепатоцитах печени из холестерина. Жёлчные кислоты образуются в митохондриях гепатоцитов и вне их из холестерина с участием АТФ. Гидроксилирование при образовании кислот осуществляется в эндоплазматическом ретикулуме гепатоцита. Среди выделяемой в кишку жёлчи вновь синтезированных жёлчных кислот не более 10 %, остальные 90 % — это продукт кишечно-печёночной циркуляции жёлчных кислот из кишки в кровь и в печень. Скорость синтеза холевой кислоты у взрослого человека в норме примерно 200 — 300 мг/сутки. Скорость синтеза хенодезоксихолевой кислоты такая же. Общий синтез первичных жёлчных кислот, таким образом, составляет 400 — 600 мг/сутки, что совпадает с цифрой суточной потери жёлчных кислот с калом и мочой.
Первичный синтез жёлчных кислот ингибируется (тормозится) жёлчными кислотами, присутствующими в крови. Однако, если всасывание в кровь жёлчных кислот будет недостаточно, например, из-за тяжёлого поражения кишечника, то печень, способная произвести не более 5 г жёлчных кислот в сутки, не сможет восполнить требуемое для организма количество жёлчных кислот.

Жёлчные кислоты — главные участники энтерогепатической циркуляции у человека
Холевая
Хенодезоксихолевая
Дезоксихолевая

Вторичные жёлчные кислоты (дезоксихолевая, литохолевая, урсодезоксихолевая, аллохолевая и другие) образуются из первичных жёлчных кислот в толстой кишке под действием кишечной микрофлоры. Их количество невелико. Дезоксихолевая кислота всасывается в кровь и секретируется печенью в составе жёлчи. Литохолевая кислота всасывается значительно хуже, чем дезоксихолевая. Урсодезоксихолевая, аллохолевая (стереоизомеры хенодезоксихолевой и холевой кислот) и другие жёлчные кислоты не влияют на физиологические процессы в силу их крайне малых объёмов.
Соотношение холевой, хенодезоксихолевой и дезоксихолевой кислот в жёлчи человека в норме составляет 1:1:0,6.

## Соединения с глицином и таурином
В жёлчи жёлчного пузыря жёлчные кислоты присутствуют главным образом в виде конъюгатов — парных соединений с глицином и таурином. При конъюгировании холевой, дезоксихолевой и хенодезоксихолевой кислот с глицином образуются, соответственно, гликохолевая, гликохенодезоксихолевая и гликодезоксихолевая кислоты. Продуктом конъюгации жёлчных кислот с таурином (точнее, с продуктом деградации цистеина — предшественника таурина) являются таурохолевая, таурохенодезоксихолевая и тауродезоксихолевая кислоты.
Конъюгаты с глицином в среднем составляют 75 %, а с таурином — 25 % от общего количества пузырных жёлчных кислот. Процентное соотношение разновидностей конъюгатов зависит от состава пищи. Преобладание в пище углеводов вызывает увеличение количества глициновых конъюгатов, белковая пища, наоборот, увеличивает число тауриновых конъюгатов.
Конъюгация жёлчных кислот обеспечивает их устойчивость в отношении выпадения в осадок при низких значениях рН в жёлчных протоках и двенадцатиперстной кишке.
Жёлчь содержит значительное количество ионов натрия и калия, вследствие чего она имеет щелочную реакцию, а жёлчные кислоты и их конъюгаты иногда рассматривают как «жёлчные соли».

Пузырные жёлчные кислоты человека — конъюгаты с глицином и таурином
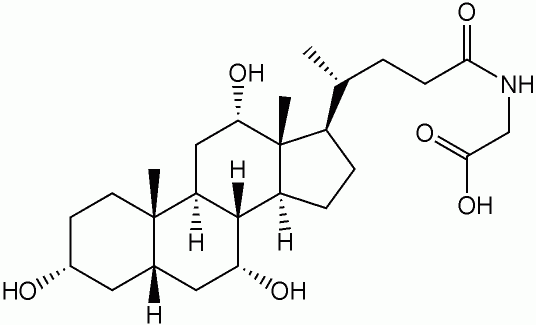
Гликохолевая
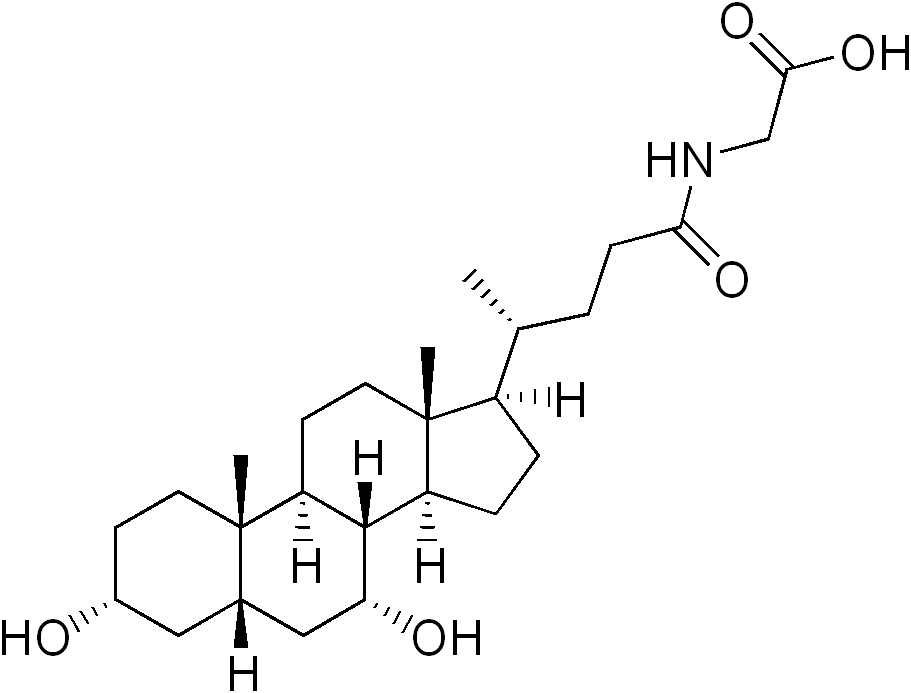
Гликохенодезоксихолевая
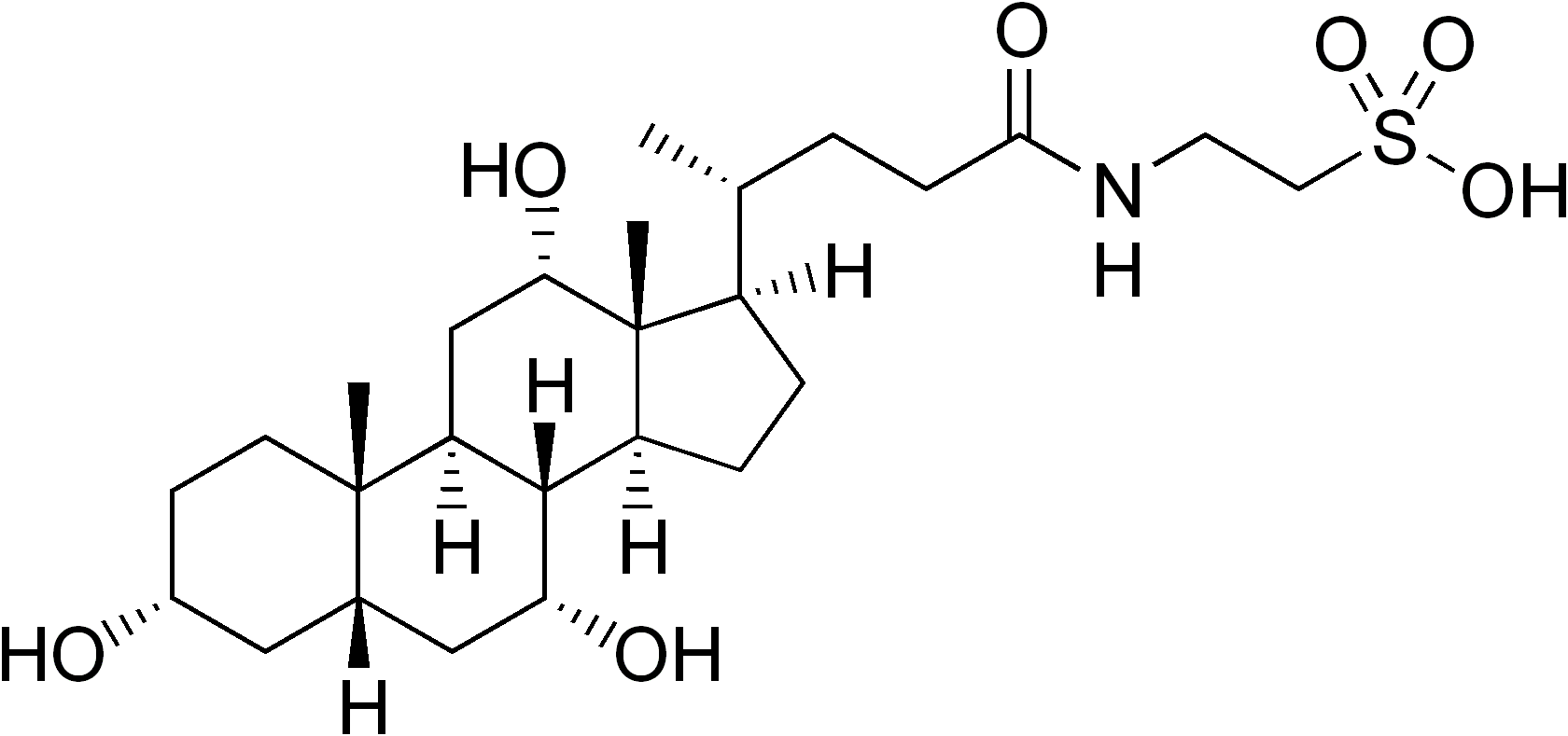
Таурохолевая
Таурохенодезоксихолевая

## В тонкой кишке
Важнейшая роль жёлчных кислот в пищеварении заключается в том, что с их помощью происходит всасывание целого ряда гидрофобных веществ: холестерина, жирорастворимых витаминов, растительных стероидов. При отсутствии жёлчных кислот всасывание вышеперечисленных компонентов пищи практически невозможно.
Жёлчные кислоты — поверхностно-активные вещества. При превышении ими критической концентрации в водном растворе 2 ммоль/л молекулы жёлчных кислот образуют мицеллы — агрегаты, состоящие из нескольких молекул, ориентированных таким образом, что гидрофильные стороны направлены в воду, а их гидрофобные стороны обращены друг к другу. За счёт образования таких мицелл происходит всасывание гидрофобных компонентов пищи.
Также жёлчные кислоты защищают холестеролэстеразу от протеолитического воздействия ферментов.
Взаимодействуя с липазой поджелудочной железы, жёлчные кислоты обеспечивают оптимальное значение кислотности среды (рН = 6), отличающееся от кислотности внутри двенадцатиперстной кишки.
Эмульгированные жёлчными кислотами компоненты пищи всасываются в верхнем участке тонкой кишки (в первых 100 см), при этом сами жёлчные кислоты остаются в кишечнике. Основной объём жёлчных кислот всасывается в кровь позже, главным образом, в подвздошной кишке.

## В толстой кишке
В толстой кишке жёлчные кислоты расщепляются под воздействием ферментов бактерий кишечника (в кишечнике человека обнаружено 8 штаммов таких грамположительных анаэробных лактобактерий), а продукты деградации жёлчных кислот, около 0,3-0,6 г/сутки, выделяются с калом.
Хенодезоксихолевая кислота при участии 7α-дегидроксилаз превращается в литохолевую. Холевая, в основном, — в дезоксихолевую. Дезоксихолевая всасывается в кишечнике в кровь и участвует в кишечно-печёночной циркуляции наравне с первичными жёлчными кислотами, а литохолевая, в силу своей плохой растворимости, не реабсорбируется и выводится с калом.

## Рециркуляция жёлчных кислот
Жёлчные кислоты всасываются в кишечнике в кровь, через воротную вену с кровью вновь попадают в печень и опять секретируются в составе жёлчи, поэтому 85—90% всего количества жёлчных кислот, содержащихся в жёлчи, являются жёлчными кислотами, уже ранее «проходившими» через кишечник. Количество оборотов жёлчных кислот печень—кишечник—печень у человека примерно 5-6 в сутки (до 10). Объём оборачиваемых жёлчных кислот — 2,8—3,5 г.